# Берковица (община)
Берковица (болг. Община Берковица) — община в Болгарии. Входит в состав Монтанской области. Население составляет 23 018 человек (на 21.07.05 г.).

## Состав общины
В состав общины входят следующие населённые пункты:
1. Балювица
2. Берковица
3. Бистрилица
4. Бокиловци
5. Боровци
6. Бырзия
7. Гаганица
8. Замфирово
9. Комарево
10. Костенци
11. Котеновци
12. Лесковец
13. Песочница
14. Пырличево
15. Рашовица
16. Слатина
17. Цветкова-Бара
18. Черешовица
19. Ягодово

1. ↑  НСИ Националният регистър на населените места (болг.)